# Pont de Kourou
 (février 2024).
Si vous disposez d'ouvrages ou d'articles de référence ou si vous connaissez des sites web de qualité traitant du thème abordé ici, merci de compléter l'article en donnant les références utiles à sa vérifiabilité et en les liant à la section « Notes et références ».
Le pont de Kourou est un pont qui relie la ville de Macouria à la ville de Kourou en Guyane. Il permet de franchir le fleuve Kourou.

## Route
- RN 1 vers Kourou